# O Rosa Bella

O Rosa Bella est le titre de deux ballatas populaires du XVe siècle. La plus ancienne, à trois voix, est de Johannes Ciconia et la seconde à l'origine attribuée à John Dunstable, mais aujourd'hui réattribuée à John Bedyngham (voir l'article de David Fallows). Le texte est emprunté au poème de Leonardo Giustiniani (1388–1446). Si ce texte est effectivement de cet auteur, il ferait partie des dernières œuvres de Ciconia, composées à Padoue, où il passe ses dernières années au service de la cathédrale et de l’université. Selon Pirrotta, la ballata aurait été chantée avant sa version. Italienne par son texte, elle évoque la musique française par son rythme. Selon MB 54, la ballata de Bedyngham/Dunstable est datée d'environ 1420.
Le thème « est une lamentation sincère d’un jeune homme convaincu de se mourir d’amour pour une jeune fille inaccessible. »
O Rosa Bella a été utilisée comme base pour plusieurs autres œuvres, notamment de Johannes Ockeghem, ainsi que deux messes attribuées à Gilles Joye ; cependant, la première version de Johannes Ciconia († 1412) partage le texte, mais pas la mélodie (ce qui peut s'entendre dans le disque de René Clemencic).

## Texte
| « O rosa bella, O dolce anima mia Non mi lassar morire in cortesia. A lasso mi dolente dezo finire Per ben servire e lialment' amare. O dio d'amore che pena e quest' amare Vedi ch'io moro tut' ora per 'sta zudia Sccorre mi ormai del mio languire Cor del corpo mio non me lassar morire. » |  |  | « Ô belle rose, ô ma douce âme, Ne me laisse pas mourir, je t'en prie ! Hélas ! dois-je finir mes jours dans la peine Pour bien vous servir et loyalement aimer ? Ô dieu de l'amour quelle peine c'est d'aimer ! Tu vois qu'à chaque heure je meurs pour cette traîtresse Secours-moi dans ma douleur Cœur de mon cœur, ne me laissez pas mourir. » |

## Manuscrits et éditions
- Ciconia[2] (2 manuscrits.) :

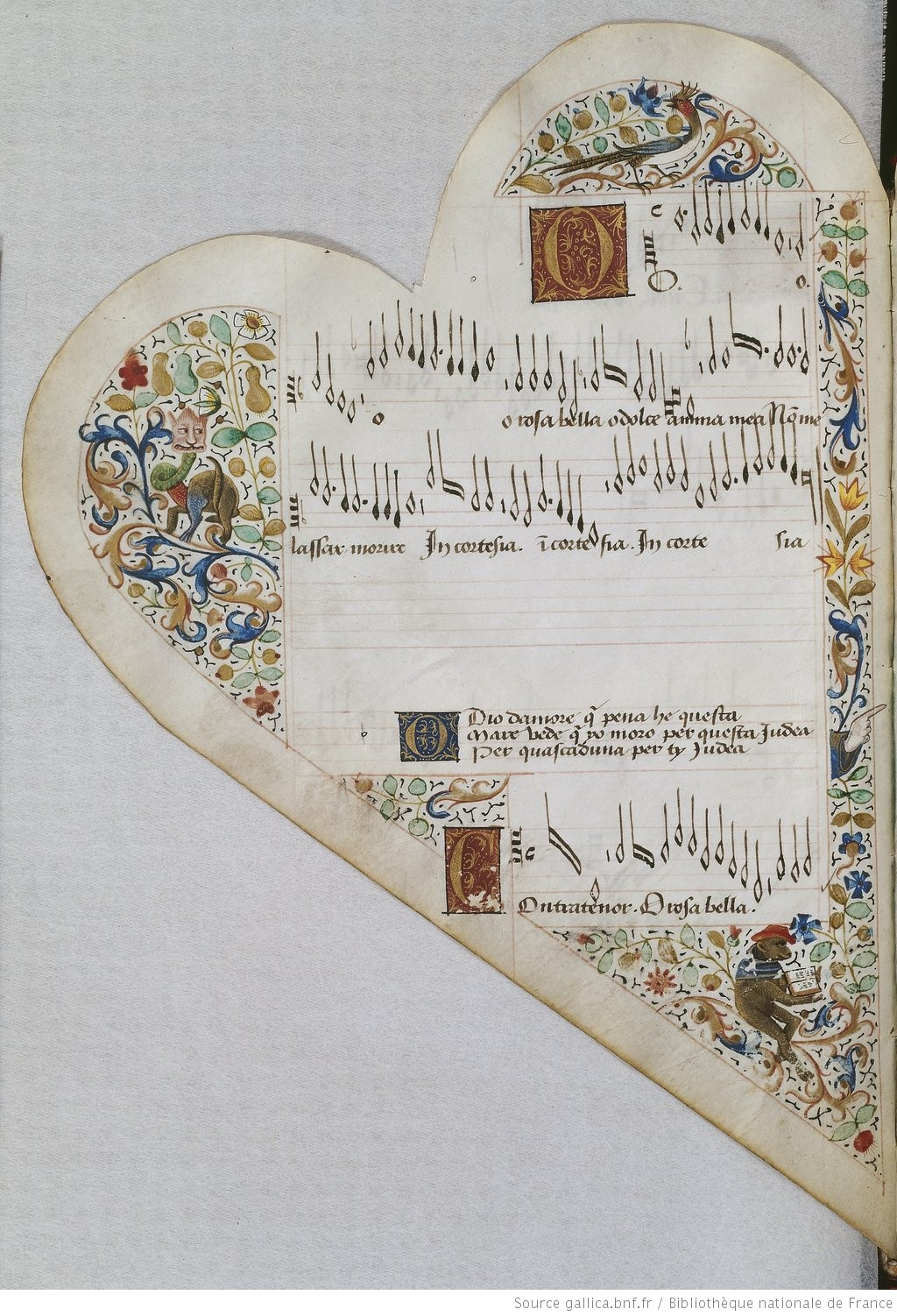
O rosa bella de John Bedyngham, voix de dessus. Chansonnier cordiforme vers 1475 (Paris, BnF, Ms. Rothschild 2973 f°8v).

  - Paris, BnF nouvelles acquisitions fr. 4379 fos  46vo –48ro  : version incomplète
  - Rome, Bibliothèque vaticane, Urbino lat. 1411 fos  7vo –8ro  : texte à la voix supérieure
- Dunstable/Bedingham[2] :
  - Rome, Bibliothèque vaticane, Urbino lat. 1411 fos  22vo –23ro  : à 3 voix toutes pourvues du texte (att. Dunstable)
  - Madrid, Escurial ms. IV.a.24 « Cancionero de el Escorial » (Escorial B) : 1) original Bedingham (sans attr.) ; 2) le cantus de la version Bedyngham en italien est mêlé à un quodlibet d'un auteur anonyme, sur un texte français Hé Robinet…
  - Porto, Bibliothèque communale, Codex 714 fos  54vo –56ro  (attr. Bedingham)
  - éd. Musica Britannica, no 8 : Œuvres complètes de John Dunstable, 1959 (MB 54).
- Buxheimer Orgelbuch :
  - Trois intabulations : fos  17 et 59ro  (nos 39, 103 et 104)

## Enregistrements
- O Rosa Bella : musique anglaise et continentale de la fin de la période gothique - Clemencic Consort, dir. René Clemencic (octobre 1997, Arte Nova 59210) (Fiche sur medieval.org)
- O Rosa Bella : dans Delectatio angeli, Musique d'amour, nostalgie et lamentation – Catherine Bott, soprano ; Pavlo Beznosiuk et Mark Levy, violons (avril 2001, Hyperion CDA67549) (OCLC 64443926)
- O Rosa Bella : Cancionero de el Escorial vol. III [ms. IV.a.24] - Speculum : Ernesto Schmied (flûtes et direction), Carlos Mena (alto), Rami Alqhai et Alfredo Barrales (vihuela à archet), Simeón Galduf (saquebute), Joaquim Guerra (chalemie), Alberto Martínez Molina (positif), Francisco Martínez Rubio (cornet), Juan Carlos de Mulder (vihuela de mano) (octobre 2008, Cable Musical/Openmusic CMBK 0818) (OCLC 740400774) O Rosa Bella apparaît dans quatre versions : une de Ciconia, trois d'après Bedyngham, dont une à 6 voix.